# Pianificatore finanziario
Il pianificatore finanziario (in inglese: financial planner)  è quel professionista che aiuta il risparmiatore ad identificare le personali esigenze e gli obiettivi che intende perseguire, ne identifica il profilo di rischio (perdita massima accettabile sia dal punto di vista economico che dal punto di vista emotivo) e, al termine di questa analisi, nel rispetto del profilo di rischio individua gli strumenti più adeguati al raggiungimento degli obiettivi di cui sopra.
L'attività del pianificatore finanziario "puro" non prevede la vendita di prodotti ma la fornitura di un servizio, la pianificazione finanziaria, che potrebbe essere considerato come completamento e approfondimento del servizio di consulenza finanziaria.
L'attività del pianificatore finanziario dovrebbe consentire scelte consapevoli ed evitare l'acquisto di prodotti inutili.
Il pianificatore finanziario può offrire servizi anche alle aziende soprattutto nell'area credito (sostenibilità delle linee di credito e progetti di investimento).